# Poison the Parish
Albums de Seether
Isolate and Medicate
(2014)
Singles
1. Let You Down
Sortie : 23 février 2017
2. Betray and Degrade
Sortie : 9 août 2017

Poison the Parish est le septième album studio du groupe sud-africain de metal alternatif Seether, publié le 12 mai 2017 sur les labels Canot Riot et Concord Music Group.

## Liste des chansons
| No  | Titre              | Durée |
| --- | ------------------ | ----- |
| 1.  | Stoke the Fire     | 3:44  |
| 2.  | Betray and Degrade | 4:04  |
| 3.  | Something Else     | 3:42  |
| 4.  | I'll Survive       | 3:38  |
| 5.  | Let You Down       | 4:10  |
| 6.  | Against the Wall   | 3:50  |
| 7.  | Let Me Heal        | 3:52  |
| 8.  | Saviours           | 3:22  |
| 9.  | Nothing Left       | 3:36  |
| 10. | Count Me Out       | 3:50  |
| 11. | Emotionless        | 5:21  |
| 12. | Sell My Soul       | 4:17  |